# Die Feen

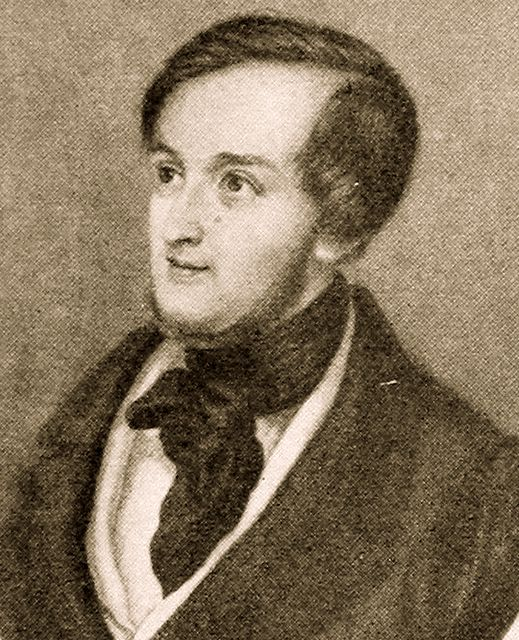
Portrait de jeunesse de Richard Wagner.

Die Feen (Les Fées) est un opéra en trois actes de Richard Wagner. Le livret, en allemand, fut écrit par le compositeur d'après l'œuvre de Carlo Gozzi, La donna serpente.

## Historique
Composé en 1833, mais joué pour la première fois le 29 juin 1888 à Munich, Die Feen fut le premier opéra que termina Wagner, mais il ne fut jamais représenté de son vivant. Il n'a jamais réellement trouvé sa place dans le répertoire, bien qu'il soit joué à l'occasion, sur scène ou en concert, la plupart du temps en Allemagne. Il a été de nouveau donné sur scène en 1967 lors de l’« internationale Jugend-Festspieltreffen », à la Stadthalle de Bayreuth, au moment du  festival, les 22 et 24 août , avec Manfred Jung dans le rôle d'Arindal. La création française eut lieu en 2009. L'opéra existe en CD dans plusieurs interprétations, mais n'a cependant jamais été disponible en vidéo. L'ouverture de l'œuvre connaît une destinée spécifique en tant que morceau instrumental. 
Bien que la musique de Die Feen dénote l'influence de Carl Maria von Weber et d'autres compositeurs de l'époque, les commentateurs ont reconnu dans l'œuvre des caractéristiques qui en font l'embryon de l'opéra wagnérien de la maturité. Le thème fantastique de l'intrigue annonce également des thèmes comme celui de la rédemption qui reviendront dans les opéras plus tardifs du compositeur.

## Argument
Avant le début de l’opéra
Il y a plusieurs années, lors d’une partie de chasse, le prince Arindal, accompagné de son serviteur Gernot, poursuivit une biche jusqu’au bord d’un fleuve. Plongeant à la suite de l’animal, les deux hommes se retrouvèrent au royaume des fées, où la biche reprit l’apparence de la superbe fée Ada, dont Arindal tomba éperdument amoureux. En l’épousant, il s’engagea à s’abstenir pendant huit ans de l’interroger sur sa véritable identité, cette condition ayant été imposée par les autres fées afin qu’Ada conserve son immortalité. Deux enfants naquirent de cette union. La veille de l’expiration du délai, n’y tenant plus, le prince pose la question fatidique, et se voit instantanément transporté dans une région désertique : c’est à ce moment que l’opéra débute. Désespérée d’avoir perdu son époux, Ada est prête à devenir mortelle pour le rejoindre, mais le roi des fées exige de difficiles contreparties…
Premier acte
Les fées Farzana et Zemina intriguent pour séparer Arindal et Ada, afin que cette dernière reste au royaume enchanté. Tandis que le prince tente de retrouver son épouse, Gernot rencontre Gunther et Morald, deux compagnons d’Arindal, partis à sa recherche. Ils l’informent que le père d’Arindal est mort et que le prince ennemi Murold a envahi le royaume de Tramond, désireux d’en obtenir la couronne ainsi que la main de Lora, la sœur d’Arindal et fiancée de Morald. Lorsqu’Arindal arrive, Gernot lui suggère qu’Ada n’était peut-être qu’une sorcière maléfique. Le magicien Groma ayant doté les compagnons  d’Arindal de pouvoirs magiques, Gunther, déguisé en prêtre, puis Morald sous l’apparence du père du prince, tentent de convaincre Arindal de rentrer dans son pays. Ces ruses sont éventées par l’action des forces magiques d’Ada. Ayant finalement entendu de la bouche de Morald le récit des événements survenus dans son pays depuis huit ans, le prince décide de rentrer à Tramond. Avant de partir, il est à nouveau transporté au royaume des fées où il revoit Ada qui lui fait jurer que, quoi qu’il voie le lendemain, il ne maudira pas. Arindal lui en fait le serment.
Deuxième acte
À Tramond, Lora voit enfin revenir son frère Arindal et son fiancé Morald. Quant à Gernot, il retrouve sa bien-aimée Drolla, la servante de Lora, retrouvailles qui donne lieu à une scène légère. Cependant tout va mal dans le royaume dont l’armée, menée par le général Harald, est passée à l’ennemi. Dans une ultime tentative, Morald part à son tour au combat. De son côté, Ada, fidèle à son amour, choisit de rejoindre le monde des humains. Mais, selon l’injonction du roi des fées, elle doit mettre Arindal à l’épreuve. Aussi apparaît-elle à la cour de Tramond avec ses enfants, qu’elle précipite peu après dans les flammes. L’assistance est horrifiée, et Arindal finit par maudire sa femme, persuadé qu’elle a en outre aidé l’ennemi à vaincre Tramond. Sitôt la malédiction prononcée, les sortilèges s’évanouissent : les enfants sont bien vivants., et Ada a en fait combattu Harald, qui avait trahi Arindal. Mais comme le prince n’a pas respecté son serment, Ada est condamné à être changé en pierre pour cent ans.
Troisième acte
Désormais, Lora et Morald règnent sur Tramond, tandis qu’Arindal a sombré dans la folie. Le magicien Groma fournit au prince un bouclier, une épée et une lyre afin qu’il aille délivrer Ada. Les fées Farfana et Zemina multiplient les pièges pour qu’Arindal échoue et qu’Ada regagne le royaume des fées, dont elle est devenue la reine. Arindal combat les esprits de la terre et les hommes de bronze, mais c’est grâce à la lyre qu’il parvient à délivrer Ada de sa prison de pierre. Par son courage et son amour, il a finalement accédé l’immortalité et règnera désormais avec Ada sur le royaume des fées, tandis que Lora et Morald règneront sur le royaume terrestre.

## Rôles
| Rôles                                | Voix    | Distributions                    | Distributions                     |
| Rôles                                | Voix    | Création                         | Première scénique en France       |
| Rôles                                | Voix    | Munich, 29 juin 1888             | Châtelet, Paris, 27 mars 2009     |
| Rôles                                | Voix    | Chef d'orchestre : Franz Fischer | Chef d'orchestre : Marc Minkowski |
| ------------------------------------ | ------- | -------------------------------- | --------------------------------- |
| Le roi des fées                      | basse   | Victorine Blank                  | Nicolas Testé                     |
| Ada, une fée                         | soprano | Lili Dressler                    | Christiane Libor                  |
| Zemina, une fée                      | soprano | Pauline Sigler                   | Eduarda Melo                      |
| Farzana, une fée                     | soprano | Marie Sigler                     | Salomé Haller                     |
| Arindal, Roi de Tramond              | tenor   | Max Mikorey                      | William Joyner                    |
| Lora, sa sœur                        | soprano | Adrienne Weitz                   | Lina Tetruashvili                 |
| Morald, fiancé de Lora               | baryton | Rudolf Fuchs                     | Laurent Alvaro                    |
| Gunther, un courtisan de Tramond     | ténor   | Heinrich Herrmann                | Brad Cooper                       |
| Gernot, Ami de Arindal               | basse   | Gustav Siehr                     | Laurent Naouri                    |
| Drolla, Ami de Lora                  | soprano | Emilie Herzog                    | Judith Gauthier                   |
| Harald, General de Groma le magicien | basse   | Kaspar Bausewein                 | Neil Baker                        |
| Un messager                          | ténor   | Max Schlosser                    | Vincent de Rooster                |
| Voix de Groma le Magicien            | basse   |                                  | Nicolas Testé                     |

## Inspirations
Outre Weber, Wagner a utilisé pour écrire Die Feen les noms 'Ada', 'Arindal', 'Lora' et 'Harald', présents dans son opéra inachevé Die Hochzeit (où le thème du mariage est aussi le centre de l'intrigue). Certains pensent que la musique qui devait être présente dans Die Hochzeit a été réutilisée dans Die Feen.